# À colin-maillard
Pour les articles homonymes, voir Colin-maillard (homonymie).
Pour plus de détails, voir Fiche technique et Distribution.
À colin-maillard (A mosca cieca) est un film expérimental italien réalisé par Romano Scavolini et sorti en 1966.

## Synopsis
Deux jeunes amis passent leur temps libre à paresser et à jouer dans les champs à la périphérie d'une grande ville. L'un d'eux est l'amant d'une femme mariée et erre dans la ville, plongé dans ses pensées. 
Dans une voiture garée sur une place, trouvée accidentellement non verrouillée, il trouve un pistolet. À partir de ce moment, il est obsédé par l'idée de l'utiliser. Il rudoie et rembarre sa maîtresse et, sur la terrasse d'un lieu public, échange des idées avec un vieux monsieur qui a remarqué sa nervosité. Dans un parc d'attractions, il monte sur le manège et s'entraîne au tir. 
Il confie à un ami qu'il a retrouvé son arme et, pour mettre fin à son tourment, tire sur un homme choisi au hasard dans la foule qui sort du stade après un match de football, puis disparaît. 

## Fiche technique
- Titre original: A mosca cieca ou Ricordati di Haron[1]
- Titre français : À colin-maillard[2]
- Réalisation : Romano Scavolini
- Scenario : Romano Scavolini
- Photographie :	Mario Masini (it), Roberto Nasso, Romano Scavolini, Cesare Ferzi
- Montage : Mauro Contini
- Musique : Vittorio Gelmetti (it)
- Effets spéciaux : Glauco Morosini
- Production : Enzo Nasso
- Société de production : Enzo Nasso Films
- Pays de production :  Italie
- Langue originale : italien
- Format : Noir et blanc - 1,37:1 - Son mono
- Durée : 79 minutes
- Genre : Film expérimental, Drame
- Dates de sortie :
  - Italie : 2 juin 1966 (Mostra internazionale del Nuovo Cinema di Pesaro)

## Distribution
- Carlo Cecchi : homme à lunettes
- Laura Troschel : femme mariée
- Emiliano Tolve
- Remo Remotti
- Joseph Valdambrini :
- Ciro Moglioni :
- Cleto Ceracchini :
- Paola Proctor :
- Pippo Franco : le mari (non crédité)

## Production
Le film avait à disposition un budget de 6 millions de lires. La version originale durait environ six heures : selon le récit du réalisateur, il était initialement réticent à la faire distribuer, mais a été convaincu (dans une version ramenée à une durée « normale ») par le poète Giuseppe Ungaretti qui l'avait visionné lors d'une projection privée.

### Tournage
Le film a été tourné à Rome. Parmi les différents lieux de tournage, on reconnaît la Piazza Venezia (où le protagoniste trouve l'arme dans la voiture), le stade olympique et le Lungotevere (lieu de la dernière course à pied du protagoniste). À la fin du film passent quelques scènes, tournées avec une caméra vidéo amateur, montrant l'actrice Laura Troschel et son mari Pippo Franco pendant leur lune de miel.

## Exploitation
Le film a été présenté à la Mostra internazionale del Nuovo Cinema di Pesaro en 1966. Cependant, la commission de censure a refusé une sortie normale en salle, officiellement en raison d'une brève scène de seins nus de l'actrice Laura Troschel, mais plus probablement en raison de l'absence de condamnation morale de l'acte de meurtre perpétré par le protagoniste, et la copie originale a été confisquée. Une version plus courte de quelques minutes, diffusée sous divers titres dont Ricordati di Haron, a été présentée à plusieurs festivals de films à l'étranger, notamment à la Berlinale, et à Karlovy Vary, New York et Moscou. Cette version a été mise à disposition en vidéo amateur par Rarovideo, d'abord en VHS puis en DVD, dans un coffret avec les autres longs métrages La prova generale et L'amore breve. La version de 79 minutes a été projetée début 2011 à la cinémathèque française dans le cadre de la rétrospective Une nouvelle vague italienne, lors de l'édition 2017 d'Il Cinema Ritrovato à la cinémathèque de Bologne et, en janvier 2018, au Festival international du film de Rotterdam.

### Accueil critique
Le film a été apprécié par les réalisateurs Joris Ivens et Jean-Luc Godard. La succession de scènes et d'images, souvent non ordonnées chronologiquement, a été comparée au flux de conscience de Leopold Bloom dans le roman Ulysse de James Joyce, tandis que l'idée du meurtre commis presque involontairement rappelle le roman L'Étranger d'Albert Camus.